# 米勒夫·圖爾古特
米勒夫·圖爾古特（土耳其語：Melih Turgut，1997年7月9日—），土耳其男子羽毛球運動員。

## 簡歷
米勒夫·圖爾古特與法蒂玛·努尔·亚武兹合作出戰混合雙打項目成績不俗，分別在2014年奪下了摩洛哥羽毛球國際賽冠軍、2016年的保加利亞羽毛球國際賽冠軍以及連續兩年的土耳其羽毛球國際賽混合雙打冠軍。

## 主要比賽成績
只列出曾進入準決賽的國際賽事成績：
| 年份   | 賽事                 | 公開賽級別 | 項目     | 拍檔               | 成績   |
| ------ | -------------------- | ---------- | -------- | ------------------ | ------ |
| 2014年 | 摩洛哥羽毛球國際賽   | 國際系列賽 | 混合雙打 | 法蒂玛·努尔·亚武兹 | 冠軍   |
| 2015年 | 土耳其羽毛球國際賽   | 國際系列賽 | 混合雙打 | 法蒂玛·努尔·亚武兹 | 冠軍   |
| 2016年 | 保加利亞羽毛球國際賽 | 未來系列賽 | 男子雙打 | Bahadir Kaan Kola  | 準決賽 |
| 2016年 | 保加利亞羽毛球國際賽 | 未來系列賽 | 混合雙打 | 法蒂玛·努尔·亚武兹 | 冠軍   |
| 2016年 | 土耳其羽毛球國際賽   | 國際系列賽 | 混合雙打 | 法蒂玛·努尔·亚武兹 | 冠軍   |

| 2007-2017年 | 首要超級賽 | 超級賽 | 黃金大獎賽 | 大獎賽 | 國際挑戰賽 | 國際系列賽 | 未來系列賽 | 其他 |

| 2018-2026年 | 總決賽 | 超級1000賽 | 超級750賽 | 超級500賽 | 超級300賽 | 超級100賽 | 國際挑戰賽 | 國際系列賽 | 未來系列賽 | 其他 |